# البصيلية قبلي
قرية البصيلية قبلي هي إحدى القرى التابعة لمركز إدفو في محافظة أسوان في جمهورية مصر العربية.